# Калимийский период
Калимийский период (англ. Calymmian period, от др.-греч. κάλυμμα — «покров») — первый геологический период мезопротерозойской эры, продолжавшийся 1600—1400 миллионов лет назад (хронометрическое определение возраста, не базирующееся на стратиграфии). Второй период так называемого «Скучного миллиарда».
Период характеризуется расширением существующих осадочных чехлов и появлением новых континентальных плит в результате отложения осадков на новых кратонах.
В ходе калимия около 1500 миллионов лет назад распался суперконтинент Колумбия.